# Нисан GT-R
„Нисан GT-R“ (Nissan GT-R) е модел спортни автомобили (сегмент S) на японската компания „Нисан“, произвеждан от 2007 година.
Той заменя произвеждания до 2002 година много успешен вариант с подобрено поведение на модела „Нисан Скайлайн“. Предлага се като купе с 2 врати и 2+2 места. До 2017 година са продадени над 37 хиляди броя от модела, което го прави най-успешният спортен автомобил на „Нисан“.